# سیارک ۴۵۷۷
سیارک ۴۵۷۷ (به انگلیسی: 4577 Chikako، نامگذاری:1988WG) چهار هزار و پانصد و هفتاد و هفتمین سیارک کشف شده‌است که در ۳۰ نوامبر ۱۹۸۸ کشف شد.
قدر مطلق سیارک برابر ۱۲٫۲۰ است.